# 小行星5737
小行星5737（英語：5737 Itoh）是一颗围绕太阳公转的小行星。1989年9月30日，T. Nomura、K. Kawanishi在Minami-Oda发现了此天体。
这颗小行星的绝对星等为105.1997452630229等。